# Classe Maya
A Classe Maya (まや型護衛艦, Maya-gata Goeikan ) de destróieres é uma classe de navios de guerra da Força Marítima de Autodefesa do Japão,estando em operação desde 2020.

## Características
Os destróieres da classe Maya são projetados com um sistema de propulsão COGLAG (turbina a gás combinada com turbina elétrica e a gás), uma modificação do sistema de propulsão combinado de gás e gás que emprega transmissão elétrica de turbina para cruzeiro de baixa velocidade. O JMSDF estava testando um sistema de propulsão COGLAG em JS Asuka . Então, começou a adoção do sistema para combatentes de superfície com a classe Asahi . Enquanto o sistema da classe Asahi tinha uma distribuição de baixa tensão de 450 volts, o sistema da classe Maya é equipado com um sistema mais avançado que pode lidar com uma distribuição de alta tensão de 6.600 volts. 
O JMSDF já usa um sistema de propulsão elétrica integrado para embarcações auxiliares, e espera-se que se expanda para navios de combate de superfície no futuro, à luz de sua futura acomodação de armas.